# Aguas con el muro
Aguas con el Muro fue un programa de televisión mexicana transmitido por TV Azteca, basado en un formato japonés conocido mundialmente como Hole in the Wall.
Fue conducido por los presentadores Martín Altomaro y María Inés Guerra.

## Sinopsis
El mecanismo básico de los desafíos consistía en adoptar las extrañas formas caladas en las paredes de telgopor (muros) para atravesarlas, evitar caer en una piscina con agua y sumar puntos. Competían dos grupos de tres personas cada uno: dos participantes y un famoso invitado.
- Datos: Q5660313